# Apollo Computer
Apollo Computer was een Amerikaanse producent van werkstations. Het bedrijf werd in 1980 opgericht in Chelmsford door William Poduska (een van de oprichters van Prime Computer) en is vooral bekend van zijn Apollo/Domain-werkstations. In de jaren tachtig was Apollo samen met Symbolics en Sun Microsystems een van de eerste leveranciers van grafische werkstations. Net als vele andere computerbedrijven in die tijd (en in tegenstelling tot fabrikanten van IBM PC-compatibele computers) produceerde Apollo veel van zijn eigen hardware en software. In 1989 werd Apollo opgekocht door Hewlett-Packard.

## Geschiedenis
Apollo werd opgericht in 1980, twee jaar eerder dan Sun Microsystems. In 1981 bracht Apollo het DN100-werkstation op de markt, dat gebruikmaakte van de Motorola 68000-microprocessor. Apollo-werkstations draaiden Aegis (later vervangen door Domain/OS), een eigen besturingssysteem met een Unix-achtige shell. Apollo's netwerk was bijzonder elegant, een van de eerste die demand paging via het netwerk toeliet.
Van 1980 tot 1987 was Apollo de grootste fabrikant van genetwerkte werkstations. In 1984 werd Thomas Vanderslice de nieuwe CEO en in 1985 verliet oprichter William Poduska het bedrijf. Eind 1986 had het bedrijf het grootste wereldwijde aandeel in de markt voor technische werkstations, met twee keer zoveel marktaandeel als de nummer twee, Sun Microsystems. Eind 1987 stond het op de derde plaats qua marktaandeel, na Digital Equipment Corporation en Sun, maar vóór Hewlett-Packard en IBM. Enkele grote klanten van Apollo waren onder meer General Motors, Ford, Chrysler en Boeing.
De markt van de werkstations maakte in de tweede helft van de jaren tachtig moeilijke tijden door, toen IBM Personal Computers en IBM PC-compatibele computers steeds populairder werden. Het bedrijf leed grote verliezen in 1988 door de dalende vraag naar zijn producten. In 1989 werd Apollo overgenomen door Hewlett-Packard voor US$ 476 miljoen (equivalent aan US$ 1,17 miljard dollar in 2023). HP integreerde veel Apollo-technologie in hun eigen HP 9000-werkstations en -servers. Het Apollo engineering center nam de ontwikkeling van de PA-RISC-werkstations over en Apollo werd een tijdje de merknaam van een HP-werkstation (HP Apollo 9000).
De ondersteuning van HP voor Apollo-producten was de eerste paar jaar gefragmenteerd, maar werd eind 1992 gereorganiseerd. Op dat moment waren er nog steeds zo'n 100.000 gebruikers van Apollo-producten en telde de IWorks-gebruikersgroep nog zo'n 4500 leden. Eerder dat jaar had Sun al kortingen op zijn systemen aangeboden aan klanten die hun Apollo-machines inruilden. HP reageerde de volgende winter met een eigen inruilprogramma, dat ook toeliet om hardware van Sun en andere leveranciers in te ruilen voor korting op HP-werkstations.
In de loop van de jaren 1990-1997 werden de Apollo-producten uitgefaseerd. Het Apollo-merk werd in 2014 nieuw leven ingeblazen als onderdeel van HP's high-performance aanbod onder de naam "HP Apollo".

## Producten

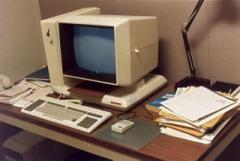
Apollo DN330 werkstation (circa 1985)

De eerste Apollo-werkstations maakten gebruik van 68000-processoren om automatische page fault switching te bieden, waarbij de hoofdprocessor de OS- en programma-instructies uitvoerde en de "fixer"-processor de page faults oploste. Wanneer een page fault werd gegenereerd, werd de hoofd-CPU halverwege de (geheugen)cyclus gestopt, terwijl de fixer-CPU de pagina in het geheugen bracht zodat de hoofd-CPU vervolgens kon doorgaan zonder zich bewust te zijn van de page fault. Latere verbeteringen in de Motorola 68010-processor maakten de noodzaak van het ontwerp met twee processoren overbodig.
Apollo bracht een eigen besturingssysteem uit, Aegis, vanwege de buitensporige kosten van Unix-licenties in die tijd. Net als Unix was Aegis gebaseerd op concepten van het Multics time-sharing besturingssysteem. Het gebruikte de concepten van shell-programmering, single-level store en objectgeoriënteerd ontwerp. Aegis werd geschreven in een eigen versie van Pascal.
De Apollo-machines waren bijzonder efficiënt ontworpen. Zo waren bijvoorbeeld een geheugenpagina, een netwerkpakket en een schijfsector allemaal 1 KB groot. Daardoor kon een page fault zowel over het netwerk als op een individuele computer plaatsvinden. Het Aegis-bestandssysteem was een enkel systeem van memory-mapped files in het hele netwerk. Het Apollo-netwerk was zelfontdekkend: nieuwe werkstations werden automatisch toegevoegd.
Domain/OS (Distributed On-line Multi-access Interactive Network/Operating System) was aanvankelijk een laag over Aegis en was niet gebouwd op een Unix-kernel. Release 10 bevatte echter grote delen van Unix en voldeed aan de POSIX-standaard, maar de achterwaartse compatibiliteit met eerdere releases leidde tot een systeem dat groter en aanzienlijk langzamer was dan zijn voorgangers. Release 10 kwam uit toen concurrenten terrein wonnen op het gebied van grafische toepassingen en venstersystemen, met name met de trend naar open systemen en het X Window System. Uiteindelijk schrapte Hewlett-Packard de Domain/OS-lijn.
Een ander product was het eigen token ring-netwerk, dat oorspronkelijk was ontworpen om relatief kleine netwerken van hooguit enkele tientallen computers in een kantooromgeving te ondersteunen. Het had een unieke eigenschap dat directe geheugentoegang tot page faults vanaf elke harde schijf in het netwerk toeliet, maar het werkte niet samen met andere bestaande netwerkhardware of -software. De industrie paste op grote schaal Ethernet en TCP/IP toe, een universelere hoewel veel tragere netwerktechnologie. Apollo voegde later ondersteuning toe voor deze industriestandaarden, terwijl het zijn eigen Domain-netwerk bleef ondersteunen met zowel Ethernet als token ring. De Domain-netwerkroutering was gemodelleerd naar XNS.
Het bedrijf stapte over van een eigen databusarchitectuur naar de AT-bus zoals die gebruikt werd in de tweede generatie IBM-pc's, omarmde tegelijkertijd RISC-technologie en ging over op high-end processors, wat uiteindelijk de PRISM-lijn opleverde.